# Cyrtosia gulperii
Cyrtosia gulperii är en tvåvingeart som beskrevs av Efflatoun 1945. Cyrtosia gulperii ingår i släktet Cyrtosia och familjen svävflugor. Inga underarter finns listade i Catalogue of Life.